# Patrick Schorn
Patrick Schorn (* 18. April 1986 in Münster/Westfalen) ist ein deutscher Schauspieler.

## Leben
Patrick Schorn nahm von 2007 bis 2008 Schauspielunterricht bei Elenor Holder beim Coaching-Team von Frank Betzelt in Berlin. Von 2008 bis 2009 erhielt er Schauspielunterricht bei dem Schauspieler und Schauspielcoach Helge Tramsen (* 1973), der an der Hochschule für Schauspielkunst „Ernst Busch“ Berlin studiert hatte. Seit 2009 folgten regelmäßiges Coaching und Rollenvorbereitung mit Sigrid Andersson bei der Schauspielagentur Die Tankstelle in Berlin.
Schorn ist seit 2008 als Schauspieler für Film und Fernsehen tätig. 2009 war er in der Kinderserie Krimi.de in einer Episodenrolle zu sehen. Es spielte Titus, den Anführer einer Clique von Jugendlichen.
Weitere Episodenrollen hatte er in den Fernsehserien Da kommt Kalle (2011; als Jens, Freund von Jana Schneider, der Tochter der Katzenzüchterin Frau Schneider) und Die Chefin  (2012; als Stricher Tim Delling). 
In dem  ZDF-Fernsehfilm Gefährliche Brandung (2011) aus der Rosamunde-Pilcher-Reihe spielte er den jungen Surfer Justin Mylor. In dem Sat.1-Fernsehfilm Allein unter Nachbarn (2012) spielte er Dirk, den Sohn von Renate, der Vermieterin und alten Freundin der männlichen Hauptfigur Harald Westphal (Hannes Jaenicke). Im Februar 2015 war er in der ARD-Komödie Der Kotzbrocken in einer Nebenrolle zu sehen. Er spielte Martin, einen unheilbar kranken jungen Mann, der im Rollstuhl sitzt.
Schorn wirkte in mehreren Kurzfilmen mit. Für seine Darstellung in dem Kurzfilm Mein Sascha (2010) erhielt Schorn 2011 bei den Shortcutz Berlin Awards eine Nominierung in der Kategorie „Bester Schauspieler“.
Schorn lebt in Berlin.

## Filmografie (Auswahl)
- 2009: Krimi.de (Fernsehserie; Folge: Filmriss)
- 2010: Mein Sascha (Kurzfilm)
- 2011: Lichtspuren (Kurzfilm)
- 2011: Da kommt Kalle (Fernsehserie; Folge: Katzenfreunde)
- 2011: Ankommen (Kurzfilm)
- 2011: Rosamunde Pilcher: Gefährliche Brandung (Fernsehfilm)
- 2012: Die Chefin (Fernsehserie; Folge: Verstrickung)
- 2012: Allein unter Nachbarn (Fernsehfilm)
- 2015: Der Kotzbrocken (Fernsehfilm)
- 2022: Servus Papa, See You in Hell